# Oliver Rasmussen

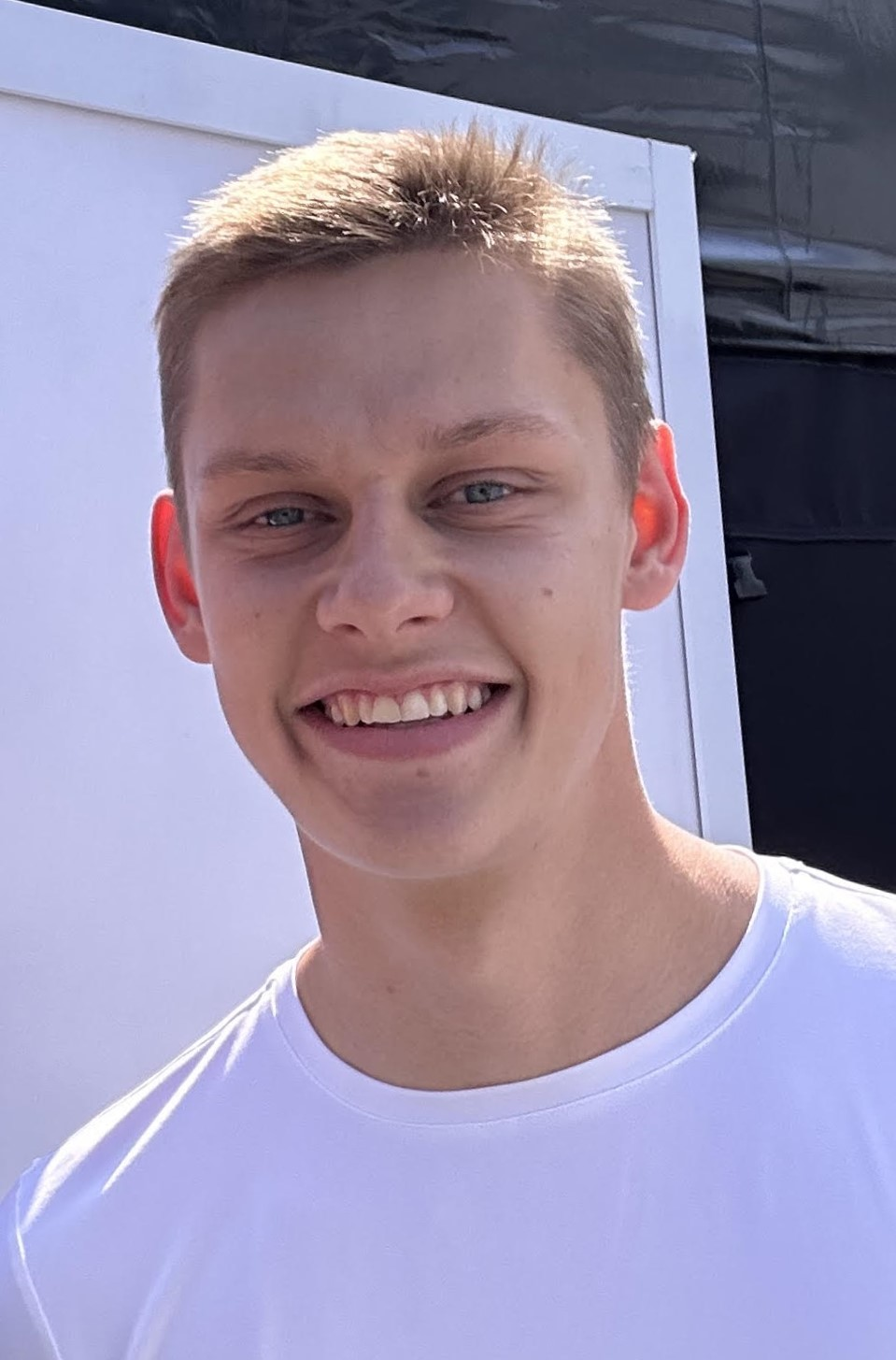
Oliver Rasmussen 2023

Oliver Rasmussen (* 6. November 2000 in Mougins) ist ein dänischer Autorennfahrer.

## Karriere als Rennfahrer
Oliver Rasmussen zählte neben Nicklas Nielsen, Mikkel Jensen, Malthe Jakobsen, Conrad Laursen und Gustav Dahlmann Birch zu einer Gruppe junger Dänen, die zu Beginn der 2020er-Jahre begannen Sportwagenrennen zu fahren. Nach der für seine Rennfahrergeneration obligatorischen Zeit im Kartsport fuhr er nur zwei Jahre lang Monopostorennen, darunter 2021 eine Saison in der FIA-Formel-3-Meisterschaft, ehe er 2022 in die LMP2-Klasse der IMSA WeatherTech SportsCar Championship und der European Le Mans Series wechselte.
Die LMP2-Klasse der FIA-Langstrecken-Weltmeisterschaft 2022 beendete er an der achten Stelle der Endwertung. Ein Jahr später erreichte er den sechsten Endrang. Bei seinem Debüt beim 24-Stunden-Rennen von Le Mans kam er 2022 als Gesamtsiebter ins Ziel.

## Statistik

### Le-Mans-Ergebnisse
| Jahr | Team            | Fahrzeug    | Teamkollege              | Teamkollege       | Platzierung | Ausfallgrund |
| ---- | --------------- | ----------- | ------------------------ | ----------------- | ----------- | ------------ |
| 2022 | Jota            | Oreca 07    | Jonathan Aberdein        | Ed Jones          | Rang 7      |              |
| 2023 | Jota            | Oreca 07    | David Heinemeier Hansson | Pietro Fittipaldi | Rang 24     |              |
| 2024 | Hertz Team Jota | Porsche 963 | Philip Hanson            | Jenson Button     | Rang 9      |              |

### Einzelergebnisse in der FIA-Langstrecken-Weltmeisterschaft
| Saison | Team | Rennwagen   | 1   | 2   | 3   | 4   | 5   | 6   | 7   | 8   |
| ------ | ---- | ----------- | --- | --- | --- | --- | --- | --- | --- | --- |
| 2022   | Jota | Oreca 07    | SEB | SPA | LEM | MON | FUJ | BAH |     |     |
| 2022   | Jota | Oreca 07    | 8   | DNF | 7   | 13  | 7   | 11  |     |     |
| 2023   | Jota | Oreca 07    | SEB | POR | SPA | LEM | MON | FUJ | BAH |     |
| 2023   | Jota | Oreca 07    | 12  | 17  | 18  | 24  | 11  | 16  | 14  |     |
| 2024   | Jota | Porsche 963 | KAT | IMO | SPA | LEM | SAO | AUS | FUJ | BAH |
| 2024   | Jota | Porsche 963 | DNF | 11  | DNF | 9   | 7   | 10  | 6   | 7   |